# Indemnización de perjuicios
Comúnmente se denomina Indemnización de perjuicios o indemnización por daños y perjuicios a aquella acción que se le otorga al acreedor o a la víctima para exigir de parte de su deudor o bien del causante de un daño una cantidad de dinero equivalente a la utilidad o beneficio que a aquel le hubiese reportado el cumplimento efectivo, íntegro y oportuno de la obligación instaurada entre las partes o la reparación del mal causado a la víctima. Dicho de otra manera, la compensación por daños y perjuicios indemniza directamente a la víctima por importantes pérdidas sufridas. No obstante su difusión, el término correcto para hacer referencia a este remedio jurídico es resarcimiento, toda vez que con el término indemnización también se suelen mencionar aquellos desembolsos que realiza una empresa de seguro en cumplimiento del contrato suscrito con el asegurado o el pago que efectúa el Estado cuando, en ejercicio de su ius imperium, expropia la titularidad de un individuo con miras a satisfacer una necesidad pública. 
En la realidad que venimos afrontando los múltiples actos que pudiéramos causar a un individuo, ya sea de querer dañar, perjudicar, o lesionar de manera grave, las consecuencias de este acto será sancionado de una manera legal, con la retribución de un pago monetario hacia la víctima, ya sea para costear los pagos médicos, reparación civil a la dignidad del agraviado o por las diversas perdidas sufridas. En el término de indemnización podemos incluir a los desembolso de aquellas empresas que realizan en un cumplimiento de un contrato. Clasificación:
Contractual. Es el pago de un deudor por no cumplir al pie de la letra un contrato, o por el incumplimiento de un deber.
Extracontractual. Es el pago por daños perjudiciales a otro individuo o por motivos de delitos.
Para hacer prevalecer los derechos y ser contribuidos de manera económica debemos ser guiados especialmente por un abogado, con la finalidad de recuperar la integridad o el estado físico natural del individuo (de la víctima). Seguido a esto la corte trata de establecer el valor monetario que el victimario debe efectuar a la víctima.
Típicamente, hay tres maneras en las que los daños pueden ser indemnizados en un tribunal:
- Restitución
- Reparación del daño
- Resarcimiento de daños

El perjuicio (véase daño) es la disminución patrimonial del acreedor a consecuencia del incumplimiento de la obligación, sea que se trate de una pérdida real o efectiva, o simplemente de una ventaja.

## Tipos de resarcimiento
El resarcimiento puede, en función a su fuente, clasificarse en: 
- Contractual: Es el que debe pagar un deudor en caso de incumplir un deber contractual, con el fin de resarcir al acreedor por su incumplimiento.

- Extracontractual: Es el que deriva de la acción u omisión dolosa o culpable que provoca un daño a otra personas. Dicha acción puede originarse también con motivo de la comisión de un delito.

## Indemnización por daños y perjuicios
Los daños compensatorios se pagan para compensar al demandante por la pérdida, la lesión o el daño sufrido por el demandante como resultado del incumplimiento del deber de otro que causó la pérdida. Por ejemplo, los daños compensatorios pueden ser otorgados como resultado de una demanda por negligencia bajo el derecho de daños. Los daños por expectativas se utilizan en el derecho contractual para poner a una parte perjudicada en la posición que habría ocupado de no ser por el incumplimiento. Los daños compensatorios pueden clasificarse en daños especiales y daños generales.

### Cuantía (medida) de los daños
La responsabilidad para el pago de una indemnización por daños y perjuicios se establece cuando el demandante prueba, en el balance de probabilidades, que el acto ilícito del demandado causó un daño tangible, una pérdida o una lesión al demandante. Una vez que se alcanza ese umbral, el demandante tiene derecho a una cierta cantidad de recuperación por esa pérdida o lesión. La no recuperación no es una opción. El tribunal debe entonces evaluar el importe de la indemnización atribuible a los actos perjudiciales del demandado.

### Daños especiales
Los daños especiales compensan al demandante por las pérdidas monetarias cuantificables sufridas por el demandante. Por ejemplo, los gastos extraordinarios, la reparación o sustitución de los bienes dañados, el lucro cesante (tanto histórico como futuro), la pérdida de objetos insustituibles, los gastos domésticos adicionales, etc. Se ven tanto en acciones personales como comerciales.
Los daños especiales pueden incluir las pérdidas directas (como las cantidades que el demandante tuvo que gastar para tratar de mitigar los daños) y las pérdidas consecuentes o económicas resultantes del lucro cesante en un negocio.
Los daños y perjuicios en materia de responsabilidad civil se conceden generalmente para situar al demandante en la posición en la que habría estado de no haberse producido el daño. Los daños por incumplimiento de contrato se conceden generalmente para colocar al demandante en la posición en la que habría estado si el contrato no se hubiera incumplido. Esto a menudo puede dar lugar a una medida diferente de los daños. En los casos en los que es posible enmarcar una reclamación tanto en el ámbito contractual como en el extracontractual, es necesario ser consciente de lo que da el mejor resultado.
Si la transacción fue un "buen negocio", el contrato suele dar un mejor resultado para el demandante.
Por ejemplo, Neal acepta vender a Mary un Rolex antiguo por 100 libras. En realidad, el reloj es falso y sólo vale 50 libras. Si hubiera sido un Rolex antiguo auténtico, habría valido 500 libras. Neal ha incumplido el contrato y podría ser demandado. En el contrato, María tiene derecho a un artículo que vale 500 libras, pero sólo tiene uno que vale 50 libras. La indemnización por daños y perjuicios es de 450 libras. Además, Neal indujo a María a celebrar el contrato mediante una declaración falsa (un agravio). Si María demanda por agravio, tiene derecho a una indemnización por daños y perjuicios que la coloque en la misma situación económica en la que se encontraría si no se hubiera producido la declaración falsa. Está claro que no habría firmado el contrato sabiendo que el reloj era falso, y tiene derecho a que le devuelvan sus 100 libras. Por lo tanto, su indemnización por daños y perjuicios es de 100 libras. (Sin embargo, tendría que devolver el reloj, pues de lo contrario sus daños serían de 50 libras).
Si la transacción fue un "mal negocio", la responsabilidad extracontractual ofrece un mejor resultado para el demandante. Si en el ejemplo anterior María hubiera pagado de más, pagando 750 libras por el reloj, su indemnización por contrato seguiría siendo de 450 libras (dándole el artículo que contrató para comprar), sin embargo, en la indemnización extracontractual es de 700 libras. Ello se debe a que los daños y perjuicios extracontractuales la sitúan en la posición en la que habría estado de no haberse producido el daño, y se calculan como la devolución de su dinero (750 libras) menos el valor de lo que realmente obtuvo (50 libras).

#### Pérdidas accidentales y consecuentes
Los daños especiales se dividen a veces en daños incidentales y daños indirectos.
Las pérdidas incidentales incluyen los costes necesarios para remediar los problemas y arreglar las cosas. El elemento más importante es probablemente el restablecimiento de los daños materiales. Por ejemplo, una fábrica incendiada por la negligencia de un contratista. El demandante tendría derecho a los costes directos necesarios para reconstruir la fábrica y sustituir la maquinaria dañada.
El demandante también puede tener derecho a cualquier pérdida consecuente. Éstas pueden incluir el lucro cesante que el demandante podría haber obtenido durante el período en que la fábrica estuvo cerrada y reconstruida.

#### Incumplimiento de la obligación contractual - (ex contrato)
En caso de incumplimiento de un contrato por parte del demandado, un tribunal suele conceder la suma que devolvería a la parte perjudicada la posición económica que esperaba del cumplimiento de la promesa o promesas (lo que se conoce como una "Medida de los daños y perjuicios por expectativas" o medida de los daños y perjuicios por el "beneficio de la negociación"). Esta norma, sin embargo, ha sido objeto de un creciente escrutinio por parte de los tribunales australianos y los comentaristas jurídicos. Un juez llega al número compensatorio considerando tanto el tipo de contrato, como la pérdida sufrida.
Cuando no es posible o no es deseable conceder a la víctima de esa manera, un tribunal puede conceder una indemnización en dinero destinada a restablecer a la parte perjudicada a la posición económica que ocupaba en el momento en que se celebró el contrato (conocida como "medida de dependencia") o destinada a evitar que la parte incumplidora se enriquezca injustamente ("restitución") (véase más adelante).
Las partes pueden contratar una cláusula de daños y perjuicios que se pagará en caso de incumplimiento del contrato por una de las partes. Según el derecho común, una cláusula de indemnización por daños y perjuicios no se aplicará si el propósito del término es únicamente castigar un incumplimiento (en este caso se denomina indemnización penal). La cláusula será ejecutable si supone un verdadero intento de cuantificar una pérdida por adelantado y es una estimación de buena fe de la pérdida económica. Los tribunales han dictaminado como excesivas e invalidadas indemnizaciones que las partes contrataron como liquidadas, pero que, sin embargo, el tribunal consideró que eran penales. Para determinar si una cláusula es una cláusula de daños y perjuicios o una cláusula penal, es necesario considerar
1. Si la cláusula es "extravagante, desproporcionada, exorbitante o desmesurada"[17]
2. Si se estipula una única cantidad por varios incumplimientos diferentes, o cantidades individuales por cada incumplimiento[18]
3. Si es determinable una auténtica previsión de daños[18]

#### Incumplimiento de la obligación extracontractual - (ex delicto)
Los daños y perjuicios en materia de responsabilidad extracontractual se conceden, por lo general, para situar al demandante en la posición que habría ocupado de no haberse producido el daño. Los daños y perjuicios en materia de responsabilidad extracontractual se cuantifican en dos apartados: daños generales y daños especiales.
En las reclamaciones por daños personales, los daños y perjuicios se cuantifican en función de la gravedad de las lesiones sufridas (para más detalles, véase el apartado sobre daños generales). En las reclamaciones por daños no personales, por ejemplo, una reclamación por negligencia profesional contra los abogados, la medida de los daños se evaluará por la pérdida sufrida por el cliente debido a la acción u omisión negligente del abogado que dio lugar a la pérdida. La pérdida debe ser razonablemente previsible y no demasiado remota. Las pérdidas financieras suelen ser sencillas de cuantificar, pero en los casos complejos que implican la pérdida de derechos de pensión y las proyecciones de pérdidas futuras, el abogado que instruye el caso suele contratar a un experto actuario o contable para que le ayude a cuantificar la pérdida.

### Daños generales
La "indemnización general" es una compensación monetaria por los aspectos no monetarios del daño específico sufrido. Estos daños se denominan a veces "dolor, sufrimiento y pérdida de amenidad". Ejemplos de ello son el dolor y el sufrimiento físico o emocional, la pérdida de compañía, la pérdida de consorcio, la desfiguración, la pérdida de reputación, la pérdida o el deterioro de la capacidad mental o física, los daños hedónicos o la pérdida de disfrute de la vida, etc. Esto no es fácilmente cuantificable, y depende de las circunstancias individuales del demandante. En el Reino Unido, los jueces se basan en las indemnizaciones concedidas en casos anteriores similares.
Los daños generales se conceden generalmente sólo en las demandas presentadas por particulares, cuando han sufrido un daño personal. Ejemplos de ello serían los daños personales (tras el agravio de la negligencia del demandado), o el agravio de la difamación.

## Daños punitivos (no compensatorios)
Por lo general, los daños punitivos, que también se denominan daños ejemplares en el Reino Unido, no se conceden para indemnizar al demandante, sino para reformar o disuadir al demandado y a personas similares de seguir una línea de actuación como la que perjudicó al demandante. Las indemnizaciones punitivas sólo se conceden en casos especiales en los que la conducta ha sido atrozmente insidiosa y superan la cuantía de las indemnizaciones compensatorias, como en caso de malicia o intención. Se espera que se ejerza una gran moderación judicial en su aplicación. En los Estados Unidos las indemnizaciones por daños punitivos están sujetas a las limitaciones impuestas por las cláusulas del debido proceso legal de la Quinta y la Decimocuarta Enmienda de la Constitución de los Estados Unidos.
En Inglaterra y Gales, los daños ejemplares se limitan a las circunstancias expuestas por Lord Devlin en el destacado caso Rookes v. Barnard. Son:
1. Actuaciones opresivas, arbitrarias o inconstitucionales de los servidores del gobierno.
2. Cuando la conducta del acusado estaba "calculada" para obtener un beneficio para sí mismo.
3. Cuando un estatuto autoriza expresamente lo mismo.

El caso Rookes v Barnard ha sido muy criticado y no ha sido seguido en Canadá o Australia ni por el Privy Council.
Los daños punitivos concedidos en un caso estadounidense serían difíciles de reconocer en un tribunal europeo, donde lo más probable es que se considere que los daños punitivos violan el ordre public.

### Daños agravados
Algunas jurisdicciones reconocen una forma de daños, llamada, daños agravados, que son similares a los daños punitivos o ejemplares. Los daños agravados no se conceden a menudo; se aplican cuando el daño se ha agravado por el comportamiento del infractor, por ejemplo, su crueldad.